# 小林宏治 (映画監督)
小林 宏治（こばやし こうじ）は、 東京都出身。映画の助監督を経て、1998（平成10）年以降、監督として活動。 日本の映画監督、舞台演出家。東京都出身。

## 経歴
映画監督であった今村昌平やピーター・グリーナウェイの助手などを経て、演出家となる。映画やVシネマ、MV、インフォマーシャル、DVDパッケージなど監督作品多数に渡る。近年は映像の他にパフォーマンスショーなど表現の場を広げている。「桃花節」（2013年）から毎年行っている桃花節プロジェクトの公演は、ファッションにまつわる様々な物語をモチーフとした、芝居とショーで構成されたエンターテインメントである。舞台としての楽しさはもちろん、演劇とショーの融合、各分野で活躍するアーティストとの交流、日本の「美」への追求を目指すなど、新たな表現への試みを行っている。

## 主な演出作品

### 舞台
- 「桃花節」（2013 桃花節プロジェクト）
- 「猫町綺譚」（2014 桃花節プロジェクト）
- 「オリヒメ星怪盗団 〜空想玉手箱〜」（2015 桃花節プロジェクト）
- 「春三月ひな祭り」（2016 桃花節プロジェクト）
- 「こんぽこ妖術合戦TAMA」（2016 桃花節プロジェクト）
- 「猫町綺譚〜銀座編」（2018 桃花節プロジェクト）
- 「紙芝居 らっきょ徳利〜文様噺」（2020 桃花節プロジェクト）

### イベント・パフォーマンス
- 4-senプロデュース「線」（オトノハカフェ主催）
- 「言葉の4人家族 (ねじめ正一 × 4-sen)」（オトノハカフェ主催）
- 「生命の源、水」（ホテル箱根吟遊主催）
- Fashion Night Out2014「時を纏う」（VOGUE主催）
- 「ラー•ガレリア イン マンペイ」（軽井沢 万平ホテル）
- パルTAMAフェスティバル2016（パルテノン多摩）
- 「和洋折衷」（全国着物協会主催）
- 浅草今昔物語イベント

### 映像作品
- 「TOKYO RUNWAY」
- 「PARIS RUNWAY」
- 「Fragrance of time」
- 「one‘s eyes」
- 「旅の途中」
- 「あのころ」
- 「トキのカオリ」
- 「ラビリンス」
- 「トリニティ」他

### テレビ
- 1998年 TVドラマ『デジドラ・ワンシーン “永作博美編・メイキング” 』 （テレビ東京）
- 1999年 TVドラマ『Tears “変わる季節”』（テレビ朝日）他

### 映画・Vシネマ
- 2000年 Vシネマ『餌食2 “忘れ物”』（ケイエスエス 他）
- 2003年 『Dr.コパの風水術』
- 2005年 映画『大きな古時計』
- 2009年 映画『キヨミの呪い』
- 2009年 映画『ラムネさん』
- 2012年 DVDシネマ『ヤンキー弁護士 〜優奈のケース〜』
- 2017年 映画『solari』
- 2017年 映画『グランドファーザーズ クロック』
- 2018年 映画『Kawagoe』
- 2018年 短編映画『キル』
- 2019年 短編映画『Prayer』※2019年度ダラス・アジアン映画祭選出作品
- 2020年 短編映画『NAMELESS PLACE』
- 2021年 短編映画『ライク・ア・サンダーバード』
- 2021年 短編ドラマ『SPY?』
- 2021年 短編ドラマ『透明人間』
- 2022年 短編映画『ブラック・ペッパー』
- 2022年 映画版『大きな古時計 劇場版』

### インターネット関連
- 2000年 インターネットスクール『Dragon Gate』用映像
- 2000年 インターネットドラマ『女子アナ探偵 早口言葉殺人事件』（ポニーキャニオン、フジテレビ）Bユニット監督 他

### PV
- 2005年 『虹の橋』
- 2005年『素晴らしき日々』
- 2005年『愛しき人よ』
- 2005年『アラガリア』
- 2021年 『序曲』
- 2021年『月になる』

### インフォマーシャル
- JRA